# A State of Trance
A State of Trance (spesso abbreviato ASOT) è il titolo di un programma radiofonico settimanale condotto dal DJ trance e produttore Armin van Buuren ogni giovedì alle ore 20.
Nato nel 2001 e in onda all'epoca su ID&T Radio, Armin Van Buuren trasmette per 2 ore tutta l'ultima musica Trance (uplifting trance e progressive trance), sia in promozione in modo da pubblicizzare tutti i nuovi artisti o già in vendita.
La trasmissione viene seguita da persone in tutto il mondo ed ogni puntata può essere commentata utilizzando Twitter e l'hashtag che varia ad ogni numero dell'episodio.
È possibile ascoltare lo show in diretta su radio in vari paesi diversi e direttamente via Internet grazie alla piattaforma radiofonica di streaming statunitense Digitally Imported sul canale Trance.
A partire da settembre 2012 grazie ad una partnership con Spotify è anche possibile ascoltare tutti gli episodi del programma sull'account ufficiale di Armin Van Buuren.
Dal 2 febbraio 2017 A State of Trance viene trasmesso in Live streaming (diretta audio e video) dallo studio in Amsterdam sulla pagina Youtube e Facebook di Armin Van Buuren, il programma viene condotto dallo stesso Van Buuren con la collaborazione del dj Ruben De Ronde.

## Composizione del programma
In ogni episodio Armin Van Buuren propone tutte le ultime tracce del genere Trance (pubblicate e non). Vengono anche scelte tre canzoni come Tune of the Week (traccia della settimana), Future Favorite e ASOT Radio Classic.

### Tune of The Week
La traccia della settimana viene selezionata da Armin Van Buuren come, secondo il suo parere, canzone migliore dell'episodio.

### Future Favorite
La Future Favorite viene votata dagli ascoltatori da una lista di tutte le nuove canzoni dell'episodio precedente del programma.
È possibile votare sul sito ufficiale di ASOT.

### ASOT Radio Classic
La traccia ASOT Radio Classic è entrata a far parte dello show a partire dall'episodio 284. Armin seleziona una canzone degli anni passati e spiega brevemente perché è diventata un 'classico'. Viene riprodotta come ultima traccia della trasmissione.

## Compilations
Armin Van Buuren pubblica regolarmente varie compilations sull'etichetta discografica A State Of Trance (parte di Armada Music), tra cui:
- A State of Trance, 2 CD mixati da Armin Van Buuren pubblicati nella prima parte di ogni anno.
- A State of Trance Yearmix, 2 CD mixati da Armin Van Buuren, pubblicati ogni fine anno che raggruppano tutte le migliori tracce appunto dell'anno passato.
- A State of Trance at Ushuaïa, Ibiza 2014
- A State of Trance at Ushuaïa, Ibiza 2015
- A State of Trance Ibiza 2016
- A State of Trance Classic, una serie di 4 CD non mixati pubblicati annualmente dal 2006.

## Eventi
Il successo della trasmissione ha iniziato a coinvolgere sempre più persone dando vita ad un tour nelle varie città mondiali, ricorrente ogni 50 episodi dello show, a cui partecipano tutti i migliori artisti del panorama della musica Trance.

### A State of Trance 450
- Toronto al The Guvernment - 1º aprile 2010
- New York, Roseland Ballroom - 2 e 3 aprile 2010
- Bratislava (Slovacchia), Expo Arena - 9 aprile 2010
- Breslavia, (Polonia), Sala del Centenario - 24 aprile 2010 (inizialmente programmato per il 10 aprile, rimandato a causa dell'tragico incidente in cui fu coinvolto il presidente polacco e il suo staff).
- Episodio 460, Seattle (USA), Showbox SoDo - 26 marzo 2010
- Episodio 464, Ibiza (Spagna), Amnesia - 6 luglio 2010

### A State of Trance 500
- Johannesburg al MTN Expo Center - 19 marzo 2011
- Miami all'Ultra Music Festival - 27 marzo 2011
- Buenos Aires al Club G.E.B.A. - 2 aprile 2011
- 's-Hertogenbosch a Brabanthallen - 9 aprile 2011
- Sydney all'Acer Arena - 16 aprile 2011

### A State of Trance 550 - Invasion
- Londra al Ministry Of Sound - 1º marzo 2012
- Mosca all'Expocenter - 7 marzo 2012
- Kiev all'Int Exhib Center - 10 marzo 2012
- Los Angeles al Beyond Wonderland - 17 marzo 2012
- Miami all'Ultra Music Festival - 25 marzo 2012
- 's-Hertogenbosch a Brabanthallen - 31 marzo 2012

### A State of Trance 600 - The Expedition
- Madrid al Florida Park - 14 febbraio 2013
- Città del Messico all'Arena Ciudad de Mexico - 16 febbraio 2013
- San Paolo all'Espaco das Americas - 1º marzo 2013
- Minsk a Minsk Arena - 7 marzo 2013
- Sofia ad Arena Armeec - 8 marzo 2013
- Beirut al Forum de Beyrouth 9 marzo 2013
- Kuala Lumpur al Circuito di Sepang - 15 marzo 2013
- Mumbai al Royal Western India Turf Club - 16 marzo 2013
- Miami all'Ultra Music Festival - 24 marzo 2013
- Città del Guatemala al Super 24 (outdoor) - 27 marzo 2013
- New York al Madison Square Garden - 30 marzo 2013
- 's-Hertogenbosch a Brabanthallen - 6 aprile 2013

### A State of Trance 650 - New Horizons
- Mosca al The Artist Club - 30 gennaio 2014
- Almaty (Kazakistan) all'Atakent EXPO - 31 gennaio 2014
- Ekaterinburg (Russia) all'Yekaterinburg Exhibition Center - 1º febbraio 2014
- Utrecht, Jaarbeurs - 15 febbraio 2014
- Santiago (Cile), Espacio Broadway - 28 febbraio 2014
- Buenos Aires, Ciudad del Rock - 1º marzo 2014
- Kuala Lumpur (Malaysia), Bukit Jalil National Stadium - 14 marzo 2014
- Giacarta (Indonesia), Ecopark - 15 marzo 2014
- Miami, Ultra Music Festival - 30 marzo 2014
- Daresbury (UK), Creamfields - 23 agosto 2014

### Together in A State of Trance (700)
- Sydney, Grand Ballroom Hotel - 5 febbraio 2015 (Recording Party)
- Melbourne, Hisense Arena - 6 febbraio 2015
- Sydney, Sydney Showground - 7 febbraio 2015
- Utrecht, Jaarbeurs - 21 febbraio 2015
- Miami, Ultra Music Festival - 29 marzo 2015
- Buenos Aires, Ciudad del Rock - 11 aprile 2015
- Mumbai, SVP Stadium - 6 giugno 2015
- Città del Messico, Palacio de los Deportes - 10 ottobre 2015

### I'm in A State of Trance (750)
- Toronto, Enercare Centre - 30 gennaio 2016
- Utrecht, Jaarbeurs - 27 febbraio 2016
- Miami, Ultra Music Festival - 20 marzo 2016

### I Live For That Energy (800)
- Utrecht, Jaarbeurs - 18 febbraio 2017
- Miami, Ultra Music Festival - 26 marzo 2017
- Boom (Belgio), Tomorrowland - 28 luglio 2017
- Amsterdam, Amsterdam Arena - 19 ottobre 2017
- Liverpool, Steel Yard - 18 novembre 2017

### Be In The Moment (850)
- Utrecht, Jaarbeurs - 17 febbraio 2018
- Miami, Ultra Music Festival - 25 marzo 2018
- Sydney, Sydney Showground - 21 aprile 2018 (Armin van Buuren apre il suo set con svariate immagini che ricordano il dj e produttore discografico svedese Avicii, scomparso il giorno precedente in Oman)
- Gliwice, Arena Gliwice - 30 maggio 2018
- Boom, Tomorrowland - 27 luglio 2018
- Bangkok, Park Rama 9 - 8 dicembre 2018

### Lifting you Higher (900)
- Utrecht, Jaarbeurs - 23 febbraio 2019
- Madrid, Ifema - 9 marzo 2019
- Miami, Ultra Music Festival - 31 marzo 2019
- Kiev, Int Exhib Center - 22 giugno 2019
- Oakland, Oakland Coliseum - 29 giugno 2019
- Boom, Tomorrowland - 28 luglio 2019
- Città del Messico, Parque Bicentenario - 21 settembre 2019

### Let the Music Guide You (950)
- Amsterdam, TBA - 14 febbraio 2020
- Utrecht, Jaarbeurs - 15 febbraio 2020

### Turn the World Into a Dancefloor (1000)
- Mosca, Music Media Dome - 8 ottobre 2021
- Amsterdam, Arena Boulevard - 14 ottobre 2021
- Città del Messico, Foro Sol - 19 novembre 2021
- Cracovia, Tauron Arena - 12 marzo 2022
- Miami, Ultra Music Festival - 25 marzo 2022
- Los Angeles, Banc of California Stadium - 9 aprile 2022

### Reflexion (1100)
- Utrecht, Jaarbeurs - 3 e 4 marzo 2023
- Miami, Ultra Music Festival - 24 marzo 2023
- Londra - 2 Luglio 2023

### Destination (1150)
- Rotterdam, Ahoy - 23 e 24 febbraio 2024
- Miami, Ultra Music Festival - 22 marzo 2024 (annullato verso la serata a evento in corso per cause meteorologiche)